# Алексеевка (Белебеевский район)
Алексе́евка (баш. Алексеевка) — деревня в Белебеевском районе Республики Башкортостан Российской Федерации. Административный центр Рассветовского сельсовета.

## География

### Географическое положение
Расстояние до:
- районного центра (Белебей): 7 км,
- ближайшей ж/д станции (Аксаково): 17 км.

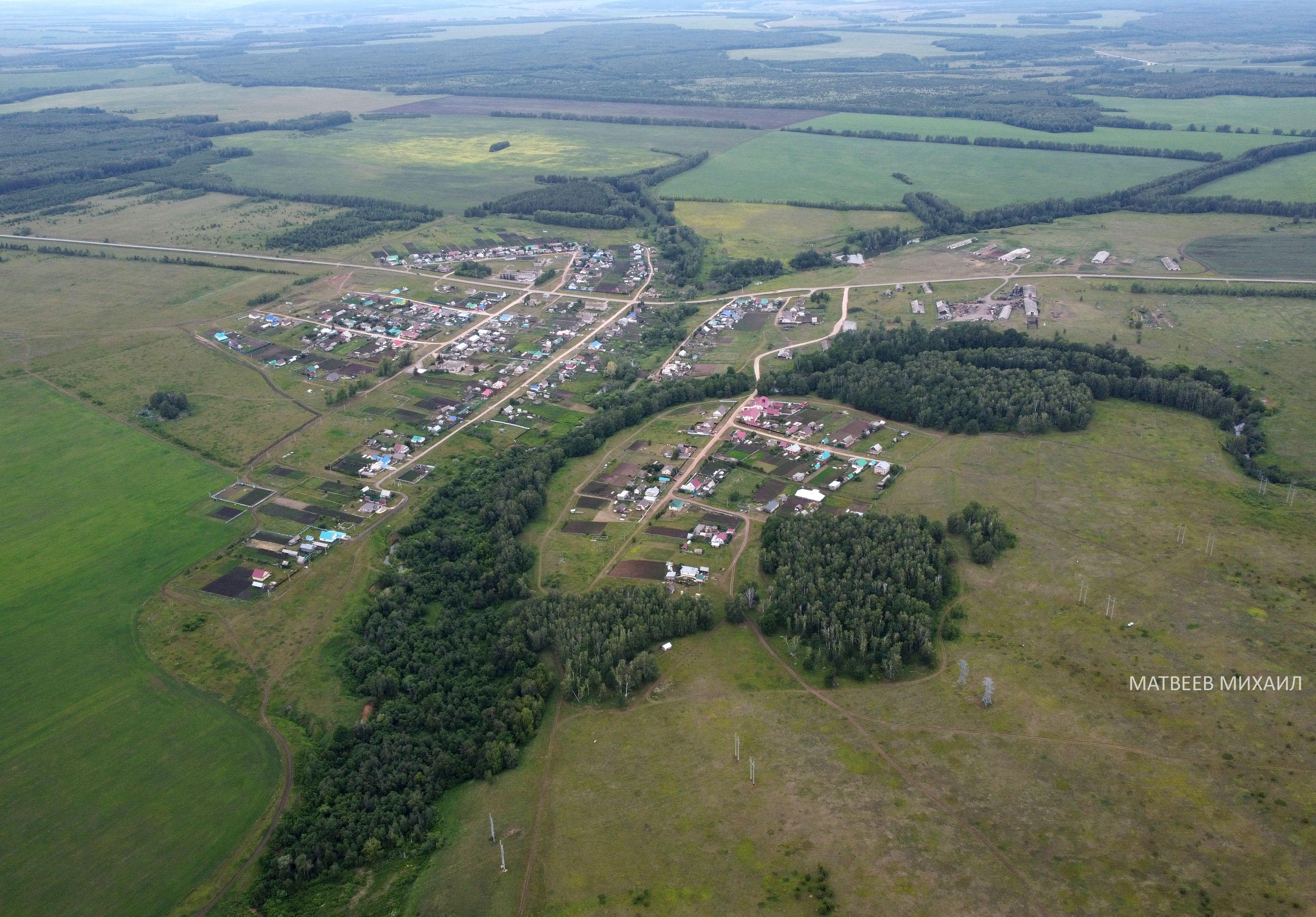
Вид на деревню Алексеевка

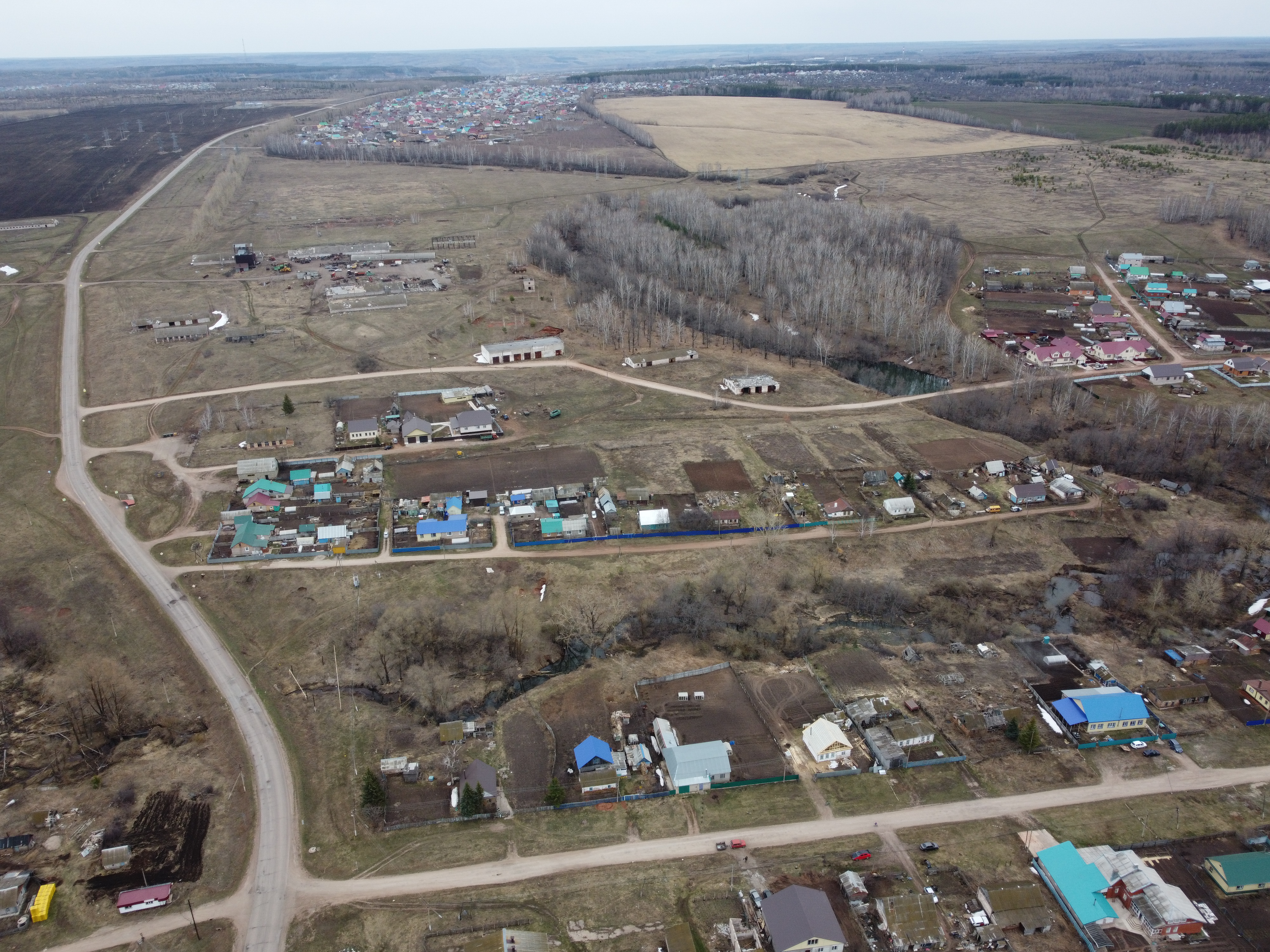
Алексеевка весной

## История
Название происходит от фамилии Алексеев . 

## Население
| 2002 | 2009 | 2010 |
| ---- | ---- | ---- |
| 538  | ↗598 | ↘575 |

Национальный состав
Согласно переписи 2002 года, преобладающие национальности — башкиры (29 %), русские (26 %).